# Pošćenje
Pošćenje este un sat din comuna Šavnik, Muntenegru. Conform datelor de la recensământul din 2003, localitatea are 81 de locuitori (la recensământul din 1991 erau 117 locuitori).

## Demografie
În satul Pošćenje locuiesc 70 de persoane adulte, iar vârsta medie a populației este de 46,8 de ani (41,1 la bărbați și 52,1 la femei). În localitate sunt 29 de gospodării, iar numărul mediu de membri în gospodărie este de 2,79.
Populația localității este foarte eterogenă.
|  |

| Demografie | Demografie | Demografie |
| An         | Locuitori  | Locuitori  |
| ---------- | ---------- | ---------- |
|            |            |            |
|            |            |            |
|            |            |            |
|            |            |            |
| 1948       | 186        |            |
| 1953       | 199        |            |
| 1961       | 193        |            |
| 1971       | 202        |            |
| 1981       | 159        |            |
| 1991       | 117        | 117        |
| 2003       | 86         | 81         |

| \| Componența etnică conform recensământului din 2003[2] \| Componența etnică conform recensământului din 2003[2] \| Componența etnică conform recensământului din 2003[2] \| Componența etnică conform recensământului din 2003[2] \| Componența etnică conform recensământului din 2003[2] \| \| ----------------------------------------------------- \| ----------------------------------------------------- \| ----------------------------------------------------- \| ----------------------------------------------------- \| ----------------------------------------------------- \| \| \| \| \| \| \| \| Sârbi \| Sârbi \| \| 49 \| 60,49% \| \| Muntenegreni \| Muntenegreni \| \| 30 \| 37,03% \| \| Iugoslavi \| Iugoslavi \| \| 1 \| 1,23% \| \| necunoscută \| necunoscută \| \| 0 \| 0% \| |              |  |    |        |
| Componența etnică conform recensământului din 2003 |              |  |    |        |
| |              |  |    |        |
| Sârbi | Sârbi        |  | 49 | 60,49% |
| Muntenegreni | Muntenegreni |  | 30 | 37,03% |
| Iugoslavi | Iugoslavi    |  | 1  | 1,23%  |
| necunoscută | necunoscută  |  | 0  | 0%     |